# Alexi Laiho
Alexi "Wildchild" Laiho (Markku Uula Aleksi Laiho; nascut el 8 d'abril del 1979 - mort el desembre de 2020) fou un cantant finès, compositor i guitarrista. Sobretot era conegut per ser el guitarrista solista i el cantant líder de la banda de heavy metal, Children of Bodom, però també per ser el guitarrista de Sinergy i Kylähullut. També va tocar prèviament amb altres bandes com Thy Serpent i Impaled Nazarene, i en alguna ocasió amb Warmen.
La revista Guitar World l'ha classificat com el setzè guitarrista del top 50 de guitarristes més ràpids del món.
Morí a finals de desembre del 2020 per complicacions del seu estat de salut. La notícia fou confirmada per la seva família que no especificà ni el dia ni les causes exactes de la mort.

## Discografia

### Children of Bodom

#### Àlbums
- Children Of Bodom - (1996)
- Something Wild - (1997)
- Hatebreeder - (1999)
- Tokyo Warhearts - (1999)
- Follow the Reaper - (2000)
- Hate Crew Deathroll - (2003)
- Are You Dead Yet?  - (2005)
- Chaos Ridden Years - Stockholm Knockout - (2006)
- Blooddrunk - (2008)
- Skeletons In The Closet - (2009)
- Relentless, Reckless Forever - (2011)

#### EP
- Red Light In My Eyes Part. I - (1997)
- Trashed, Lost & Strungout - (2004)

#### Senzills
- Downfall - (1998)
- Hate Me! - (2001){\displaystyle [[Media:alexi.ogg]]}
- You're Better off Dead! - (2002)
- Needled 24/7 - (2003)
- Sixpounder - (2003)
- Trashed, Lost & Strungout - (2004)
- In Your Face - (2005)

### Sinergy
- Beware the Heavens (1999)
- To Hell and Back (2000)
- Suicide By My Side (2002)

### Kylähullut
- Keisarinleikkaus (2004)
- Turpa Täynnä (2005)
- Lisää Persettä Rättipäille EP (2007)

### Impaled Nazarene
- Nihil (2000)

### Inearthed
- Implosion of Heaven (1994)
- Ubiguitous Absence of Remission (1995)
- Shinning (1996)